# 233
| 233                |
| ------------------ |
| Dødsfald - Fødsler |
|                    |

| Gregoriansk kalender | 233 CCXXXIII            |
| Ab urbe condita      | 986                     |
| Armensk kalender     | I/T                     |
| Kinesiske kalender   | 2929 – 2930 壬子 – 癸丑 |
| Etiopisk kalender    | 225 – 226               |
| Jødisk kalender      | 3993 – 3994             |
| Hindukalendere       |                         |
| - Vikram Samvat      | 288 – 289               |
| - Shaka Samvat       | 155 – 156               |
| - Kali Yuga          | 3334 – 3335             |
| Iransk kalender      | 389 BP – 388 BP         |
| Islamisk kalender    | 401 BH – 400 BH         |

Se også 233 (tal)